# Enseignement du français à l'école primaire
Pour des articles plus généraux, voir Enseignement du français et Enseignement primaire.
Le français est enseigné — comme langue maternelle, seconde ou étrangère — partout dans le monde, y compris dans de nombreuses écoles primaires.

## Langue maternelle

### France
L'enseignement du français comme langue maternelle à l'école primaire fait l'objet de débats et même de polémiques dans les pays francophones, notamment en ce qui concerne les méthodes et les programmes d'enseignement de la lecture et de l'écriture dans cette langue (orthographe, grammaire), et la formation des enseignants.
Une étude publiée en France en novembre 2016 a montré que le niveau en orthographe des élèves à la fin de l'école primaire a sensiblement baissé depuis une trentaine d'années. Cette étude se fonde sur le niveau mesuré sur une même dictée proposée à des échantillons d'élèves en 1987, 2007 et 2015.